# ゼリア・ビショップ
ゼリア・ビショップ（Zealia Bishop、Zealia Brown-Reed Bishop、1897年 - 1968年） は、アメリカ合衆国の作家。女性。"Zelia"とも。
ミズーリ州出身。ハワード・フィリップス・ラヴクラフトの添削（事実上の合作）を受けて『ウィアード・テールズ』に発表したホラー小説（クトゥルフ神話）で知られる。その後、ロマンス小説を多数執筆した。
2014年に、HPLからゼリアに宛てた手紙36通分が再発見された。

## 作品
邦訳ある作品はすべてHPラヴクラフトとの合作。HPL存命時に発表したのは最初の1作のみである。後ろの2作はオーガスト・ダーレスが手を加えている。
- イグの呪い（1929）
- メデューサの呪い（1939）
- 墳丘の怪（1940）